# Nikolay Nikolayevich Lebedenko

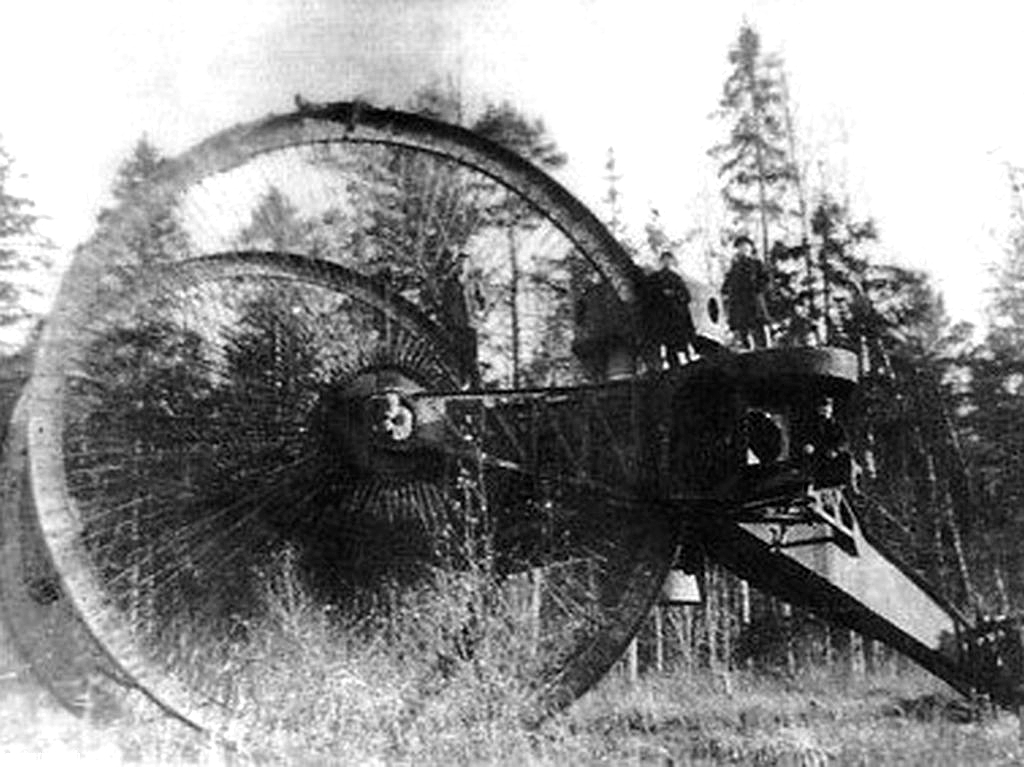
Xe tăng Lebedenko, hay còn gọi là Xe tăng Sa hoàng

Nikolay Lebedenko (tiếng Nga: Никола́й Лебеде́нко) là một kỹ sư quân sự người Nga, chủ yếu được biết đến như một nhà phát triển chính của dòng Xe tăng Lebedenko, hay còn gọi là xe tăng Sa hoàng. Đây là loại xe thiết giáp lớn nhất trong lịch sử, được chế tác trong những năm 1916–1917. Lebedenko làm việc trong một công ty tư nhân thuộc Bộ Chiến tranh Nga chuyên thiết kế các thiết bị pháo binh trước và trong Thế chiến thứ nhất, cũng như thiết kế cơ chế thả bom cho dòng máy bay ném bom Ilya Muromets.
Có rất ít thông tin về tiểu sử của Lebedenko, cả năm sinh và năm mất của ông đều không được rõ. Trong thời gian chiến tranh, ông sở hữu một phòng thí nghiệm tư nhân trên phố Sadovaya-Kudrinskaya ở Moscow, nơi ông phát triển các dự án của mình cho Quân đội Đế quốc Nga, bao gồm cả Xe tăng Sa hoàng. Ý tưởng của ông đã hấp dẫn Nikolai Zhukovsky, một nhà khoa học mà ông đã gặp trước đó trong một hội nghị khoa học và y tế trước chiến tranh, do đó, họ đã hợp tác cho sự phát triển các loại hình vũ khí. Sau khi Lebedenko rời Nga đến Hoa Kỳ vào mùa thu năm 1917, người ta không còn biết gì về số phận của Lebedenko sau đó. Tuy nhiên, hoàn toàn có thể suy đoán rằng Lebedenko đã qua đời một cách tự nhiên khi ông đã khoảng 70 tuổi vào năm 1917.